# Kreiz Breizh Elites Dames 2021
La 3e édition du Kreiz Breizh Elites Dames a eu lieu du 29 au 30 juillet 2021. La course fait partie du calendrier international féminin UCI 2021 en catégorie 2.2. Elle est remportée par la Britannique Anna Henderson.

## Étapes
| Étape     | Date      | Villes étapes             | type            | Distance (km) | Vainqueur d'étape | Leader du classement général |
| --------- | --------- | ------------------------- | --------------- | ------------- | ----------------- | ---------------------------- |
| 1re étape | 29 juill. | Callac – Pontrieux        | étape de plaine | 124,2         | Anna Henderson    | Anna Henderson               |
| 2e étape  | 30 juill. | Saint-Connan – Ploumagoar | étape de plaine | 133,6         | Anna Henderson    | Anna Henderson               |

## Déroulement de la course

### 1reétape
| \| Classement de l'étape \| Classement de l'étape \| Classement de l'étape \| Classement de l'étape \| Classement de l'étape \| \| Coureuse \| Coureuse \| Pays \| Équipe \| Temps \| \| --------------------- \| --------------------- \| --------------------- \| ---------------------- \| --------------------- \| \| 1re \| Anna Henderson \| Royaume-Uni \| Jumbo-Visma Women Team \| 3 h 08 min 46 s \| \| 2e \| Pfeiffer Georgi \| Royaume-Uni \| Team DSM \| + 0 s \| \| 3e \| Anouska Koster \| Pays-Bas \| Jumbo-Visma Women Team \| + 0 s \| \| 4e \| Floortje Mackaij \| Pays-Bas \| Team DSM \| + 0 s \| \| 5e \| Susanne Andersen \| Norvège \| Team DSM \| + 53 s \| \| 6e \| Maike van der Duin \| Pays-Bas \| Drops-Le Col \| + 53 s \| \| 7e \| Ingvild Gåskjenn \| Norvège \| Coop-Hitec Products \| + 53 s \| \| 8e \| Gladys Verhulst \| France \| Arkéa Pro Cycling Team \| + 53 s \| \| 9e \| Silvia Zanardi \| Italie \| Bepink \| + 53 s \| \| 10e \| Teuntje Beekhuis \| Pays-Bas \| Jumbo-Visma Women Team \| + 53 s \| |                    |             |                        |                 |
| |                    |             |                        |                 |
| Source : Cycling Quotient |                    |             |                        |                 |
| Classement de l'étape |                    |             |                        |                 |
| Coureuse | Coureuse           | Pays        | Équipe                 | Temps           |
| 1re | Anna Henderson     | Royaume-Uni | Jumbo-Visma Women Team | 3 h 08 min 46 s |
| 2e | Pfeiffer Georgi    | Royaume-Uni | Team DSM               | + 0 s           |
| 3e | Anouska Koster     | Pays-Bas    | Jumbo-Visma Women Team | + 0 s           |
| 4e | Floortje Mackaij   | Pays-Bas    | Team DSM               | + 0 s           |
| 5e | Susanne Andersen   | Norvège     | Team DSM               | + 53 s          |
| 6e | Maike van der Duin | Pays-Bas    | Drops-Le Col           | + 53 s          |
| 7e | Ingvild Gåskjenn   | Norvège     | Coop-Hitec Products    | + 53 s          |
| 8e | Gladys Verhulst    | France      | Arkéa Pro Cycling Team | + 53 s          |
| 9e | Silvia Zanardi     | Italie      | Bepink                 | + 53 s          |
| 10e | Teuntje Beekhuis   | Pays-Bas    | Jumbo-Visma Women Team | + 53 s          |

| \| Classement général \| Classement général \| Classement général \| Classement général \| Classement général \| \| Coureuse \| Coureuse \| Pays \| Équipe \| Temps \| \| ------------------ \| ------------------ \| ------------------ \| ---------------------- \| ------------------ \| \| 1re \| Anna Henderson \| Royaume-Uni \| Jumbo-Visma Women Team \| 3 h 08 min 46 s \| \| 2e \| Pfeiffer Georgi \| Royaume-Uni \| Team DSM \| + 0 s \| \| 3e \| Anouska Koster \| Pays-Bas \| Jumbo-Visma Women Team \| + 0 s \| \| 4e \| Floortje Mackaij \| Pays-Bas \| Team DSM \| + 0 s \| \| 5e \| Susanne Andersen \| Norvège \| Team DSM \| + 53 s \| \| 6e \| Maike van der Duin \| Pays-Bas \| Drops-Le Col \| + 53 s \| \| 7e \| Ingvild Gåskjenn \| Norvège \| Coop-Hitec Products \| + 53 s \| \| 8e \| Gladys Verhulst \| France \| Arkéa Pro Cycling Team \| + 53 s \| \| 9e \| Silvia Zanardi \| Italie \| Bepink \| + 53 s \| \| 10e \| Teuntje Beekhuis \| Pays-Bas \| Jumbo-Visma Women Team \| + 53 s \| |                    |             |                        |                 |
| |                    |             |                        |                 |
| Source : Cycling Quotient |                    |             |                        |                 |
| Classement général |                    |             |                        |                 |
| Coureuse | Coureuse           | Pays        | Équipe                 | Temps           |
| 1re | Anna Henderson     | Royaume-Uni | Jumbo-Visma Women Team | 3 h 08 min 46 s |
| 2e | Pfeiffer Georgi    | Royaume-Uni | Team DSM               | + 0 s           |
| 3e | Anouska Koster     | Pays-Bas    | Jumbo-Visma Women Team | + 0 s           |
| 4e | Floortje Mackaij   | Pays-Bas    | Team DSM               | + 0 s           |
| 5e | Susanne Andersen   | Norvège     | Team DSM               | + 53 s          |
| 6e | Maike van der Duin | Pays-Bas    | Drops-Le Col           | + 53 s          |
| 7e | Ingvild Gåskjenn   | Norvège     | Coop-Hitec Products    | + 53 s          |
| 8e | Gladys Verhulst    | France      | Arkéa Pro Cycling Team | + 53 s          |
| 9e | Silvia Zanardi     | Italie      | Bepink                 | + 53 s          |
| 10e | Teuntje Beekhuis   | Pays-Bas    | Jumbo-Visma Women Team | + 53 s          |

### 2eétape
| \| Classement de l'étape \| Classement de l'étape \| Classement de l'étape \| Classement de l'étape \| Classement de l'étape \| \| Coureuse \| Coureuse \| Pays \| Équipe \| Temps \| \| --------------------- \| --------------------- \| --------------------- \| --------------------------------- \| --------------------- \| \| 1re \| Anna Henderson \| Royaume-Uni \| Jumbo-Visma Women Team \| 3 h 23 min 47 s \| \| 2e \| Gladys Verhulst \| France \| Arkéa Pro Cycling Team \| + 0 s \| \| 3e \| Susanne Andersen \| Norvège \| Team DSM \| + 0 s \| \| 4e \| Floortje Mackaij \| Pays-Bas \| Team DSM \| + 0 s \| \| 5e \| Maike van der Duin \| Pays-Bas \| Drops-Le Col \| + 0 s \| \| 6e \| Anouska Koster \| Pays-Bas \| Jumbo-Visma Women Team \| + 0 s \| \| 7e \| Ingvild Gåskjenn \| Norvège \| Coop-Hitec Products \| + 0 s \| \| 8e \| Arianna Pruisscher \| Pays-Bas \| Stade Rochelais Charente-Maritime \| + 0 s \| \| 9e \| Mia Griffin \| Irlande \| Rupelcleaning-Champion lubricants \| + 0 s \| \| 10e \| Silvia Zanardi \| Italie \| Bepink \| + 0 s \| |                    |             |                                   |                 |
| |                    |             |                                   |                 |
| |                    |             |                                   |                 |
| Classement de l'étape |                    |             |                                   |                 |
| Coureuse | Coureuse           | Pays        | Équipe                            | Temps           |
| 1re | Anna Henderson     | Royaume-Uni | Jumbo-Visma Women Team            | 3 h 23 min 47 s |
| 2e | Gladys Verhulst    | France      | Arkéa Pro Cycling Team            | + 0 s           |
| 3e | Susanne Andersen   | Norvège     | Team DSM                          | + 0 s           |
| 4e | Floortje Mackaij   | Pays-Bas    | Team DSM                          | + 0 s           |
| 5e | Maike van der Duin | Pays-Bas    | Drops-Le Col                      | + 0 s           |
| 6e | Anouska Koster     | Pays-Bas    | Jumbo-Visma Women Team            | + 0 s           |
| 7e | Ingvild Gåskjenn   | Norvège     | Coop-Hitec Products               | + 0 s           |
| 8e | Arianna Pruisscher | Pays-Bas    | Stade Rochelais Charente-Maritime | + 0 s           |
| 9e | Mia Griffin        | Irlande     | Rupelcleaning-Champion lubricants | + 0 s           |
| 10e | Silvia Zanardi     | Italie      | Bepink                            | + 0 s           |

## Classements

### Classement final
| \| Classement général \| Classement général \| Classement général \| Classement général \| Classement général \| \| Coureuse \| Coureuse \| Pays \| Équipe \| Temps \| \| ------------------ \| ------------------ \| ------------------ \| --------------------------------- \| ------------------ \| \| 1re \| Anna Henderson \| Royaume-Uni \| Jumbo-Visma Women Team \| 6 h 32 min 33 s \| \| 2e \| Floortje Mackaij \| Pays-Bas \| Team DSM \| + 0 s \| \| 3e \| Anouska Koster \| Pays-Bas \| Jumbo-Visma Women Team \| + 0 s \| \| 4e \| Pfeiffer Georgi \| Royaume-Uni \| Team DSM \| + 0 s \| \| 5e \| Susanne Andersen \| Norvège \| Team DSM \| + 53 s \| \| 6e \| Gladys Verhulst \| France \| Arkéa Pro Cycling Team \| + 53 s \| \| 7e \| Maike van der Duin \| Pays-Bas \| Drops-Le Col \| + 53 s \| \| 8e \| Ingvild Gåskjenn \| Norvège \| Coop-Hitec Products \| + 53 s \| \| 9e \| Arianna Pruisscher \| Pays-Bas \| Stade Rochelais Charente-Maritime \| + 53 s \| \| 10e \| Silvia Zanardi \| Italie \| Bepink \| + 53 s \| |                    |             |                                   |                 |
| |                    |             |                                   |                 |
| |                    |             |                                   |                 |
| Classement général |                    |             |                                   |                 |
| Coureuse | Coureuse           | Pays        | Équipe                            | Temps           |
| 1re | Anna Henderson     | Royaume-Uni | Jumbo-Visma Women Team            | 6 h 32 min 33 s |
| 2e | Floortje Mackaij   | Pays-Bas    | Team DSM                          | + 0 s           |
| 3e | Anouska Koster     | Pays-Bas    | Jumbo-Visma Women Team            | + 0 s           |
| 4e | Pfeiffer Georgi    | Royaume-Uni | Team DSM                          | + 0 s           |
| 5e | Susanne Andersen   | Norvège     | Team DSM                          | + 53 s          |
| 6e | Gladys Verhulst    | France      | Arkéa Pro Cycling Team            | + 53 s          |
| 7e | Maike van der Duin | Pays-Bas    | Drops-Le Col                      | + 53 s          |
| 8e | Ingvild Gåskjenn   | Norvège     | Coop-Hitec Products               | + 53 s          |
| 9e | Arianna Pruisscher | Pays-Bas    | Stade Rochelais Charente-Maritime | + 53 s          |
| 10e | Silvia Zanardi     | Italie      | Bepink                            | + 53 s          |

### Classements annexes

#### Classement par points
| Classement par points | Classement par points | Classement par points | Classement par points             | Classement par points |
| Coureuse              | Coureuse              | Pays                  | Équipe                            | Points                |
| --------------------- | --------------------- | --------------------- | --------------------------------- | --------------------- |
| 1re                   | Anouska Koster        | Pays-Bas              | Jumbo-Visma Women Team            | 64 pts                |
| 2e                    | Floortje Mackaij      | Pays-Bas              | Team DSM                          | 64 pts                |
| 3e                    | Anna Henderson        | Royaume-Uni           | Jumbo-Visma Women Team            | 50 pts                |
| 4e                    | Gladys Verhulst       | France                | Arkéa Pro Cycling Team            | 32 pts                |
| 5e                    | Susanne Andersen      | Norvège               | Team DSM                          | 28 pts                |
| 6e                    | Pfeiffer Georgi       | Royaume-Uni           | Team DSM                          | 23 pts                |
| 7e                    | Maike van der Duin    | Pays-Bas              | Drops-Le Col                      | 22 pts                |
| 8e                    | Ingvild Gåskjenn      | Norvège               | Coop-Hitec Products               | 18 pts                |
| 9e                    | Arianna Pruisscher    | Pays-Bas              | Stade Rochelais Charente-Maritime | 13 pts                |
| 10e                   | Silvia Zanardi        | Italie                | Bepink                            | 13 pts                |

#### Classement de la montagne
| Classement de la montagne | Classement de la montagne | Classement de la montagne | Classement de la montagne         | Classement de la montagne |
| Coureuse                  | Coureuse                  | Pays                      | Équipe                            | Points                    |
| ------------------------- | ------------------------- | ------------------------- | --------------------------------- | ------------------------- |
| 1re                       | Morgane Coston            | France                    | Macogep Tornatech                 | 32 pts                    |
| 2e                        | Nadia Quagliotto          | Italie                    | Bepink                            | 30 pts                    |
| 3e                        | Floortje Mackaij          | Pays-Bas                  | Team DSM                          | 26 pts                    |
| 4e                        | Anna Henderson            | Royaume-Uni               | Jumbo-Visma Women Team            | 12 pts                    |
| 5e                        | Franziska Koch            | Allemagne                 | Team DSM                          | 12 pts                    |
| 6e                        | Alice Sharpe              | Irlande                   | Rupelcleaning-Champion lubricants | 12 pts                    |
| 7e                        | Sandra Levenez            | France                    | Arkéa Pro Cycling Team            | 10 pts                    |
| 8e                        | Anouska Koster            | Pays-Bas                  | Jumbo-Visma Women Team            | 8 pts                     |
| 9e                        | Amalie Lutro              | Norvège                   | Coop-Hitec Products               | 8 pts                     |
| 10e                       | Belle De Gast             | Pays-Bas                  | Parkhotel Valkenburg              | 8 pts                     |

### Points UCI
| Position           | 1er | 2e | 3e | 4e | 5e | 6e | 7e | 8e à 10e |
| Classement général | 40  | 30 | 25 | 20 | 15 | 10 | 5  | 3        |
| Par étape          | 8   | 5  | 3  | 1  |    |    |    |          |
| Leader, par étape  | 1   |    |    |    |    |    |    |          |